# 桃山善光寺
桃山善光寺（ももやまぜんこうじ）は、京都市伏見区桃山毛利長門東町にある天台宗の寺院。正式名は龍雲寺、別称は新善光寺。

## 歴史
- 創建不詳:元は深草大亀谷敦賀町にあった。
- 1715年（正徳5年） - 伏見奉行石川備中守総乗（珍恭和尚）が桃山町三河の地に移築。
- 1715年（正徳5年） - 徳川綱吉の念持仏であった観音菩薩像を本尊とし関ヶ原の戦いで討死した鳥居元忠配下数百名の霊を弔う。
- 1796年（寛政8年） - 信濃善光寺の一光三尊仏阿弥陀如来像のご開帳御開帳がおこなわれ、信徒からの懇望でその像を模刻し以降、桃山善光寺、新善光寺と呼ばれるようになる。
- 1868年（慶応4年）1月 - 鳥羽・伏見の戦いで 薩摩軍の砲兵隊長大山巌が陣地とし、旧幕府軍が布陣していた伏見奉行所を攻撃した。
- 1894年（明治27年） - この付近一帯が明治天皇陵（伏見桃山陵）として買い上げられた。
- 1898年（明治31年） - 現在地の毛利長門に寺地を移した。

## 境内
- 本堂 - 醍醐寺の塔頭の建物を移築といわれる。
  - 十一面観世音
- 山門 – 創建当初のもの。
- 襖絵 - 富岡鉄斎、他に長沢芦雪、大田蜀山人筆跡など。
- 大和十津川村出身の郷士の墓 - 戊辰戦争で薩摩藩と供に御親兵として戦って戦死。87基。

## 交通アクセス
- JR奈良線 桃山駅徒歩6分